# 48미터
"48미터"는 2013년에 개봉한 대한민국의 영화이다.

## 캐스팅
- 박효주 : 박선희 역
- 이진희 : 류화영 역
- 하석 : 현용준 역
- 조한철 : 중대장 역
- 안세호 : 최석호 역
- 주민하 : 박희진 역
- 김용진 : 리성진 역
- 김광현 : 천덕 역
- 임유진 : 황옥림 역
- 강보경 : 장별희 역
- 유순웅 : 류춘용 역
- 이영은 : 손주현 역
- 정재호 : 사회 안전원 2 역
- 장소연 : 한금옥 역
- 박수진 : 한은옥 역
- 한국진 : 보위부원 역
- 마동석 : 본인 역
- 박춘화 : 옆상인 아줌마 역
- 전상진 : 김종현 역
- 박원빈 : 선희 부 역
- 문성진 : 북한 조폭 역
- 송유진 : 김나림 역
- 김종수 : 의사  역 (특별출연)